# Рамирес, Йола
Йоланда (Йола) Рамирес-Очоа (исп. Yolanda Ramírez Ochoa; 1 марта 1935, Тесьютлан, Пуэбла — 9 марта 2025) — мексиканская теннисистка. Победительница чемпионата Франции в женском и смешанном парном разрядах, двукратная финалистка в одиночном разряде. Многократная победительница Панамериканских игр в женском и смешанном парном разрядах, восьмикратная чемпионка Мексики в одиночном разряде. Член Зала славы Мексиканской спортивной конфедерации с 1982 года.

## Биография
Йоланда дель Монте Кармело Рамирес Партида выросла в семье, увлекавшейся теннисом. Мать брала её в коляске на теннисные корты с шестимесячного возраста, а старшая сестра Мелита стала со временем одной из ведущих теннисисток Западного полушария (позже сёстры вместе выиграют международный женский турнир в Барселоне). Сама Йола начала играть в теннис в спортивном клубе Чапультепека (Мехико), но некоторое время больше интересовалась волейболом, пока успехи Мелиты не заставили её переключиться на теннис.
Йоланда достаточно рано проявила себя в цикле турниров в Центральной Америке и была вместе с другой молодой мексиканской теннисисткой Рози Рейес приглашена выступать в Европе. Начиная с 1954 года, она семь раз за восемь лет становилась чемпионкой Мексики в одиночном разряде (свою восьмую победу одержав после долгого перерыва в 1970 году), неоднократно выигрывала национальное первенство в женских парах с Рози Рейес, а позже с Патрисией Рейес, а в миксте — с Марио Льямасом, Хуаном Эрнандесом и Альфонсо Очоа, чью фамилию она носила с 1962 года. На трёх Панамериканских играх в 1955, 1959 и 1963 годах Рамирес завоевала восемь медалей — три серебряных в одиночном разряде (проиграв соответственно Рози Рейес, Алтее Гибсон и Марии Буэно), три золотых в миксте, а также «золото» и «бронзу» в женских парах.
На счету Рамирес были победы в турнирах в США, Аргентине, Венесуэле, Пуэрто-Рико, Германии (в том числе в чемпионате Германии в Гамбурге, Франции, Бельгии, Испании, Ирландии, Англии, Греции и Ливане. В паре с Рози Рейес Йола в 1958 году выиграла чемпионат Франции — один из турниров Большого шлема, в предыдущий и следующий годы уступив в нём в финале. В 1959 году она завоевала звание чемпионки Франции и в миксте, где с ней выступал ведущий британский теннисист Билли Найт, а в 1960 и 1961 годах дважды доходила до финала в одиночном разряде, проиграв соответственно Дарлин Хард и Энн Хейдон. Единственный финал турнира Большого шлема, в который Рамирес пробилась не во Франции, состоялся на чемпионате США 1961 года, где её партнёршей была немка Эдда Будинг. Лучшими результатами Рамирес на Уимблдоне были выходы в полуфинал в женских парах (трижды подряд в 1957—1959 годах с Рози Рейес) и в миксте (в 1959 году с Билли Найтом), а в одиночном разряде она дважды оступалась в четвертьфинале. В чемпионате Австралии — последнем из турниров Большого шлема — она сыграла только один раз, в 1962 году, и дошла до полуфинала в одиночном разряде, проиграв там первой ракетке мира Маргарет Смит-Корт. Её имя несколько раз включалось в список десяти лучших теннисисток мира, ежегодно составлявшийся Лансом Тингеем для газеты Daily Telegraph, и в 1961 году она поднялась в этом списке до шестого места.
После окончания игровой карьеры Йола Рамирес на протяжении 20 лет была директором теннисного отделения спортивного клуба «Альбатрос» в Пуэбле. Она продолжала выступать в соревнованиях ветеранов, в том числе на турнирах в Барселоне, ЮАР и Австралии на рубеже веков, когда ей было уже почти 70 лет. В 1982 году её имя было включено в списки Зала славы Мексиканской спортивной конфедерации, а в 1987 году — в списки Зала славы Национального совета по профессиональному спорту и шоу-бизнесу. В её честь назван ежегодный теннисный турнир, проводимый на кортах клуба «Альбатрос». Все трое детей Йолы Рамирес и четверо внуков активно занимались теннисом.
Рамирес умерла 9 марта 2025 года в возрасте 90 лет.

## Финалы турниров Большого шлема за карьеру

### Одиночный разряд (0-2)
| Результат | Год  | Турнир                | Соперница в финале | Счёт в финале |
| --------- | ---- | --------------------- | ------------------ | ------------- |
| Поражение | 1960 | Чемпионат Франции     | Дарлин Хард        | 3-6, 4-6      |
| Поражение | 1961 | Чемпионат Франции (2) | Энн Хейдон         | 2-6, 1-6      |

### Женский парный разряд (1-3)
| Результат | Год  | Турнир                | Партнёр          | Соперницы в финале                | Счёт в финале |
| --------- | ---- | --------------------- | ---------------- | --------------------------------- | ------------- |
| Поражение | 1957 | Чемпионат Франции     | Роса Мария Рейес | Ширли Блумер Дарлин Хард          | 5-7, 6-4, 5-7 |
| Победа    | 1958 | Чемпионат Франции     | Роса Мария Рейес | Мэри Бевис-Хотон Тельма Койн-Лонг | 6-4, 7-5      |
| Поражение | 1959 | Чемпионат Франции (2) | Роса Мария Рейес | Сандра Рейнольдс Рене Схурман     | 6-2, 0-6, 1-6 |
| Поражение | 1961 | Чемпионат США         | Эдда Будинг      | Лесли Тёрнер Дарлин Хард          | 4-6, 7-5, 0-6 |

### Смешанный парный разряд (1-0)
| Результат | Год  | Турнир            | Партнёр    | Соперники в финале      | Счёт в финале |
| --------- | ---- | ----------------- | ---------- | ----------------------- | ------------- |
| Победа    | 1959 | Чемпионат Франции | Билли Найт | Рене Схурман Род Лейвер | 6-4, 6-4      |